# Tōsandō
Tōsandō (東山道) foi uma antiga região geográfica do Japão do sistema gokishichidō, situada nas montanhas centrais de Honshū. Seu nome literalmente significa "Caminho das Montanhas Orientais". Também se refere a uma série de estradas que cortam as capitais (国府, kokufu) das províncias da região.

Tosandō em mapa do Período Meiji, pouco antes do fim do sistema de províncias.

A região de Tōsandō continha oito províncias antigas.
- Província de Ōmi
- Província de Mino
- Província de Hida
- Província de Shinano
- Província de Kōzuke
- Província de Shimotsuke
- Província de Mutsu
  - Por alguns anos após 718
    - Província de Mutsu
    - Província de Iwaki
    - Província de Iwase

  - Desde 1868
    - Província de Iwashiro
    - Província de Iwaki
    - Província de Rikuchū
    - Província de Rikuzen
    - Província de Mutsu
- Província de Dewa
  - Desde 1868
    - Província de Uzen
    - Província de Ugo